# Pirttisaari (ö i Mellersta Finland, Jämsä, lat 61,74, long 25,32)
Pirttisaari är en ö i Finland. Den ligger i sjön Päijänne och i kommunen Jämsä i landskapet Mellersta Finland, i den södra delen av landet, 180 km norr om huvudstaden Helsingfors. Öns area är 2,3 hektar och dess största längd är 290 meter i öst-västlig riktning.